# Tokiophilus reductefasciatus
Tokiophilus reductefasciatus es una especie de coleóptero de la familia Aderidae.

## Distribución geográfica
Habita en Vietnam.